# Verdello
Verdello là một đô thị ở tỉnh Bergamo, Lombardia, Italia. Đô thị này cod dân số 6.494.